# Campionato mondiale giovanile di scherma 2015
Il Campionato mondiale juniores di scherma del 2015 ("2015 World Juniors Fencing Championships") è stato organizzato dalla Federazione internazionale della scherma e si è svolto a Tashkent in Uzbekistan dal 1º al 9 aprile.
Nel fioretto, si sono aggiudicati i titoli dei campionati mondiali l'italiano Damiano Rosatelli, che ha battuto in finale il connazionale Francesco Ingargiola, e la statunitense Sara Taffel che ha avuto la meglio sulla canadese Eleanor Harvey.
Nella spada il francese Hippolyte Bouillot ha battuto in finale il magiaro Zsombor Bányai, ottenendo il titolo mondiale juniores maschile, mentre tra le donne la francese Coraline Vitalis ha superato la tedesca Nadine Stahlberg.
Nella sciabola lo statunitense Eli Dershwitz prevale sull'italiano Francesco Bonsanto, mentre la francese Caroline Quéroli ha battuto la connazionale Manon Brunet.
Nei campionati mondiali juniores a squadre maschili, la nazionale italiana ha prevalso nella finale del fioretto contro la Cina, mentre la compagine tedesca ha vinto nella spada contro la formazione francese, ed infine la nazionale coreana ha avuto la meglio sulla compagine russa nella sciabola.
Nei campionati mondiali juniores a squadre femminili, la nazionale italiana ha prevalso nella finale del fioretto contro gli Stati Uniti d'America, l'Italia ha vinto nella spada contro la formazione russa, ed infine la formazione italiana ha avuto la meglio sulla compagine russa nella sciabola.

## Podi

### Uomini
| Specialità  | Oro                                                                           | Argento                                                                        | Bronzo                                                                      |
| Individuali |                                                                               |                                                                                |                                                                             |
| Fioretto    | Damiano Rosatelli                                                             | Francesco Ingargiola                                                           | Hyeonjun Yang Huang Mengkai                                                 |
| Spada       | Hippolyte Bouillot                                                            | Zsombor Bányai                                                                 | Yulen Pereira Xue Yangdong                                                  |
| Sciabola    | Eli Dershwitz                                                                 | Francesco Bonsanto                                                             | Mohamed Amer Jules-Emile De Visscher                                        |
| A squadre   |                                                                               |                                                                                |                                                                             |
| Fioretto    | Italia Damiano Rosatelli Francesco Ingargiola Tommaso Ciuti Lorenzo Francella | Cina Chen Jingfeng Yang Zhifeng Huang Mengkai Lu Chenjie                       | Francia Enguerand Roger Alexandre Sido Maximilien Chastanet Erwann Auclin   |
| Spada       | Germania Lukas Bellmann Peter Bitsch Rico Braun Samuel Unterhauser            | Francia Romain Cannone Clement Dorigo Hippolyte Bouillot Nelson Lopez Pourtier | UngheriaZsombor Bányai Sándor Cho Taeun Patrik Esztergályos Gergely Siklósi |
| Sciabola    | Corea del Sud Hanshin Cho Jonghyun Lee Giwon Kim -                            | Russia Dmitrij Danilenko Il'ja Andreev Rostislav Krasil'nikov Kirill Efimov    | Stati Uniti Eli Dershwitz Jonah Shainberg Andrew Mackiewicz Calvin Liang    |

### Donne
| Specialità  | Oro                                                                      | Argento                                                                | Bronzo                                                                           |
| Individuali |                                                                          |                                                                        |                                                                                  |
| Fioretto    | Sara Taffel                                                              | Eleanor Harvey                                                         | Fu Yiting Leonie Ebert                                                           |
| Spada       | Coraline Vitalis                                                         | Nadine Stahlberg                                                       | Xue Qin Julija Svystil'                                                          |
| Sciabola    | Caroline Quéroli                                                         | Manon Brunet                                                           | Sage Palmedo Anna Bašta                                                          |
| A squadre   |                                                                          |                                                                        |                                                                                  |
| Fioretto    | Italia Erica Cipressa Claudia Borella Elisabetta Bianchin Camilla Rivano | Stati Uniti Sabrina Massialas Sara Taffel Iman Blow Morgan Partridge   | Polonia Julia Walczyk-Klimaszyk Marika Chrzanowska Martyna Długosz Anna Szymczak |
| Spada       | Italia Roberta Marzani Nicol Foietta Alice Clerici Eleonora De Marchi    | Russia Dar'ja Filina Alena Komarova Alina Bagaeva Viktorija Kuzmenkova | Germania Alexandra Ehler Nadine Stahlberg Anna Hornischer Kristin Werner         |
| Sciabola    | Italia Chiara Mormile Sofia Ciaraglia Rebecca Gargano Eloisa Passaro     | Russia Valerija Bol'šakova Svetlana Ševelëva Anna Bašta Jana Obvinceva | Ungheria Anna Márton Mirabella Kelecsényi Petra Záhonyi Borbála Papp             |

## Medagliere
| Pos.   | Nazione       | Oro | Argento | Bronzo | Totale |
| ------ | ------------- | --- | ------- | ------ | ------ |
| 1      | Italia        | 5   | 2       | 0      | 7      |
| 2      | Francia       | 3   | 2       | 1      | 6      |
| 3      | Stati Uniti   | 2   | 1       | 2      | 5      |
| 4      | Germania      | 1   | 1       | 2      | 4      |
| 5      | Corea del Sud | 1   | 0       | 1      | 2      |
| 6      | Russia        | 0   | 3       | 1      | 4      |
| 7      | Cina          | 0   | 1       | 4      | 5      |
| 8      | Ungheria      | 0   | 1       | 2      | 3      |
| 9      | Canada        | 0   | 1       | 0      | 1      |
| 10     | Spagna        | 0   | 0       | 1      | 1      |
| 10     | Polonia       | 0   | 0       | 1      | 1      |
| 10     | Belgio        | 0   | 0       | 1      | 1      |
| 10     | Ucraina       | 0   | 0       | 1      | 1      |
| 10     | Egitto        | 0   | 0       | 1      | 1      |
| Totale | Totale        | 12  | 12      | 18     | 42     |